# Barry Goldwater Jr.
Barry Morris Goldwater Jr. (Los Angeles, 15 luglio 1938) è un politico statunitense, membro della Camera dei Rappresentanti per lo stato della California dal 1969 al 1983.

## Biografia
Figlio del politico Barry Goldwater e di sua moglie Margaret Johnson, nacque a Los Angeles. Frequentò l'accademia militare di Staunton e successivamente l'Università del Colorado - Boulder, laureandosi poi in economia aziendale presso l'Università statale dell'Arizona nel 1962. lavorò come agente di cambio e addetto alle pubbliche relazioni prima di intraprendere la strada della politica, seguendo le orme del padre.

### Carriera politica
Nel 1969, quando il deputato in carica Edwin Reinecke rassegnò le proprie dimissioni dalla Camera dei Rappresentanti, Goldwater si candidò nelle elezioni speciali indette per riassegnare il seggio e riuscì ad ottenere la nomination del Partito Repubblicano. Affrontò e sconfisse il candidato democratico John Van de Kamp con un margine di oltre quindicimila voti e divenne così deputato.

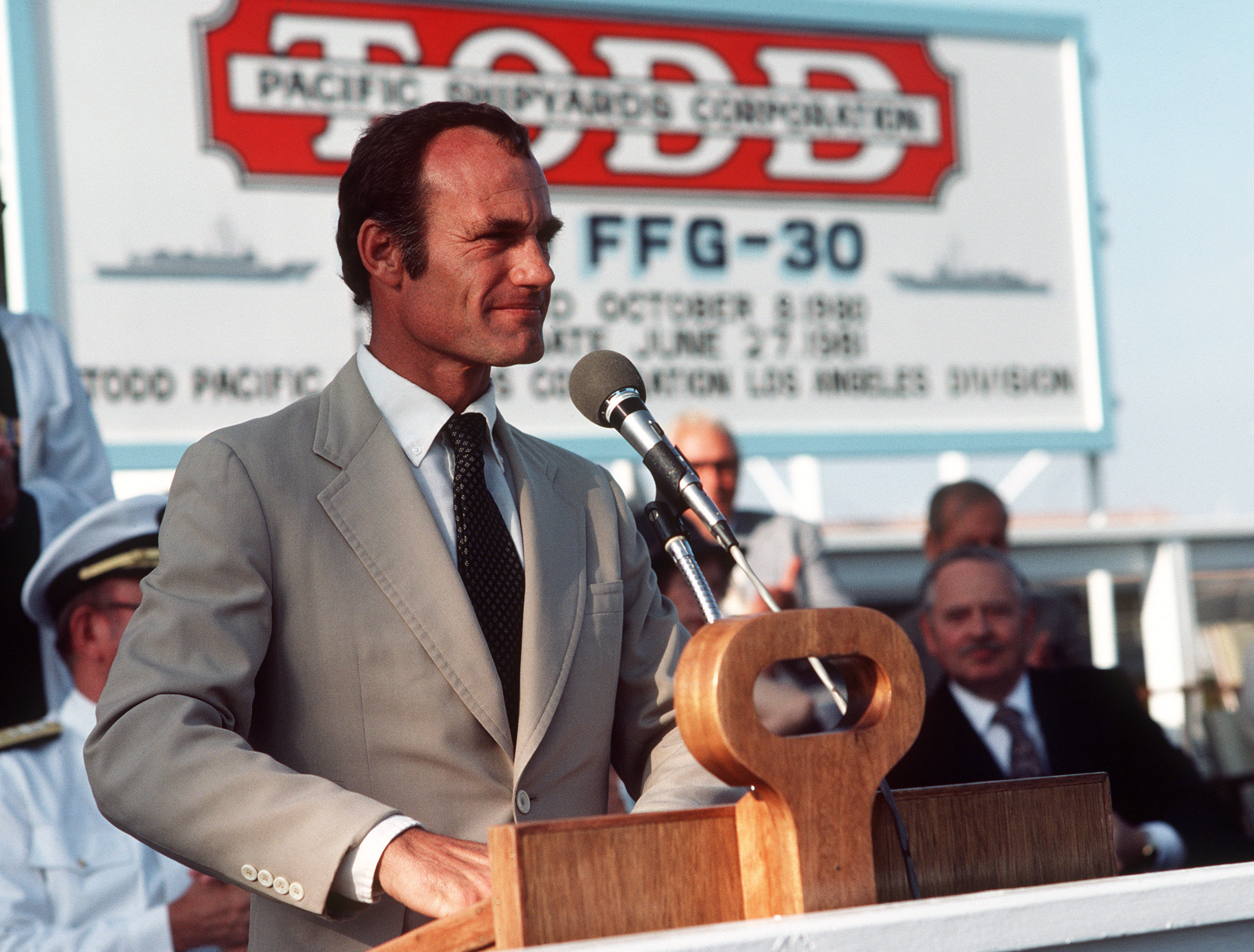
Barry Goldwater Jr. nel 1981

Goldwater fu riconfermato dagli elettori per altre due volte in quel distretto congressuale, poi nel 1974 cambiò circoscrizione e venne rieletto per altri quattro mandati. Divenne particolarmente popolare per i suoi comportamenti informali, tra cui utilizzare uno skateboard all'interno del Congresso
Fece parte della commissione per i lavori pubblici e i trasporti, della commissione congiunta per l'energia e della commissione per la scienza e la tecnologia. Fu autore di alcuni disegni di legge, tra cui il Privacy Act del 1974, che regolamentava la tutela dei dati personali dei cittadini.
Nel 1982, il suo distretto elettorale venne fuso con quello della collega Bobbi Fiedler e Goldwater, piuttosto che concorrere contro di lei, annunciò la propria candidatura per il Senato. Tuttavia, giunse solo terzo nelle primarie repubblicane, alle spalle di Pete McCloskey e Pete Wilson, che venne poi eletto senatore. In quel periodo, l'immagine pubblica di Goldwater aveva risentito di un'indagine della commissione etica della Camera, che lo aveva indicato tra i politici che facevano uso di droghe illegali a Capitol Hill; egli si dichiarò sempre estraneo rispetto alle accuse, definendo il trattamento ricevuto come "oltraggioso". Anche il Dipartimento di Giustizia decise di non perseguire un'azione legale contro l'ex deputato per uso di cocaina, sebbene gli investigatori sostenessero l'esistenza di "prove sostanziali che anche lui avesse fatto uso di droghe". Negli anni successivi, tuttavia, Goldwater accettò il ricovero in una clinica per la disintossicazione.
Il nome di Barry Goldwater Jr. venne citato tra i possibili candidati per il seggio di Bobbi Fiedler quando la deputata si candidò al Senato, ma di fatto questi non avviò mai una nuova campagna elettorale per tornare al Congresso.
Nelle elezioni presidenziali del 1980, Goldwater appoggiò la candidatura dell'amico di famiglia Ronald Reagan.
Nel 2007, sostenne pubblicamente la campagna elettorale di Ron Paul per le presidenziali del 2008. Nel mese di settembre del 2008, un gruppo di elettori della Louisiana che si definiva "Louisiana Taxpayers Party" pagò 500 dollari per poter ammettere sul ticket elettorale il nome di Ron Paul come candidato alla presidenza e quello di Goldwater come candidato alla vicepresidenza. I due ricevettero 9.368 voti in Louisiana, aggiudicandosi il terzo posto nel voto popolare.

### Carriera imprenditoriale

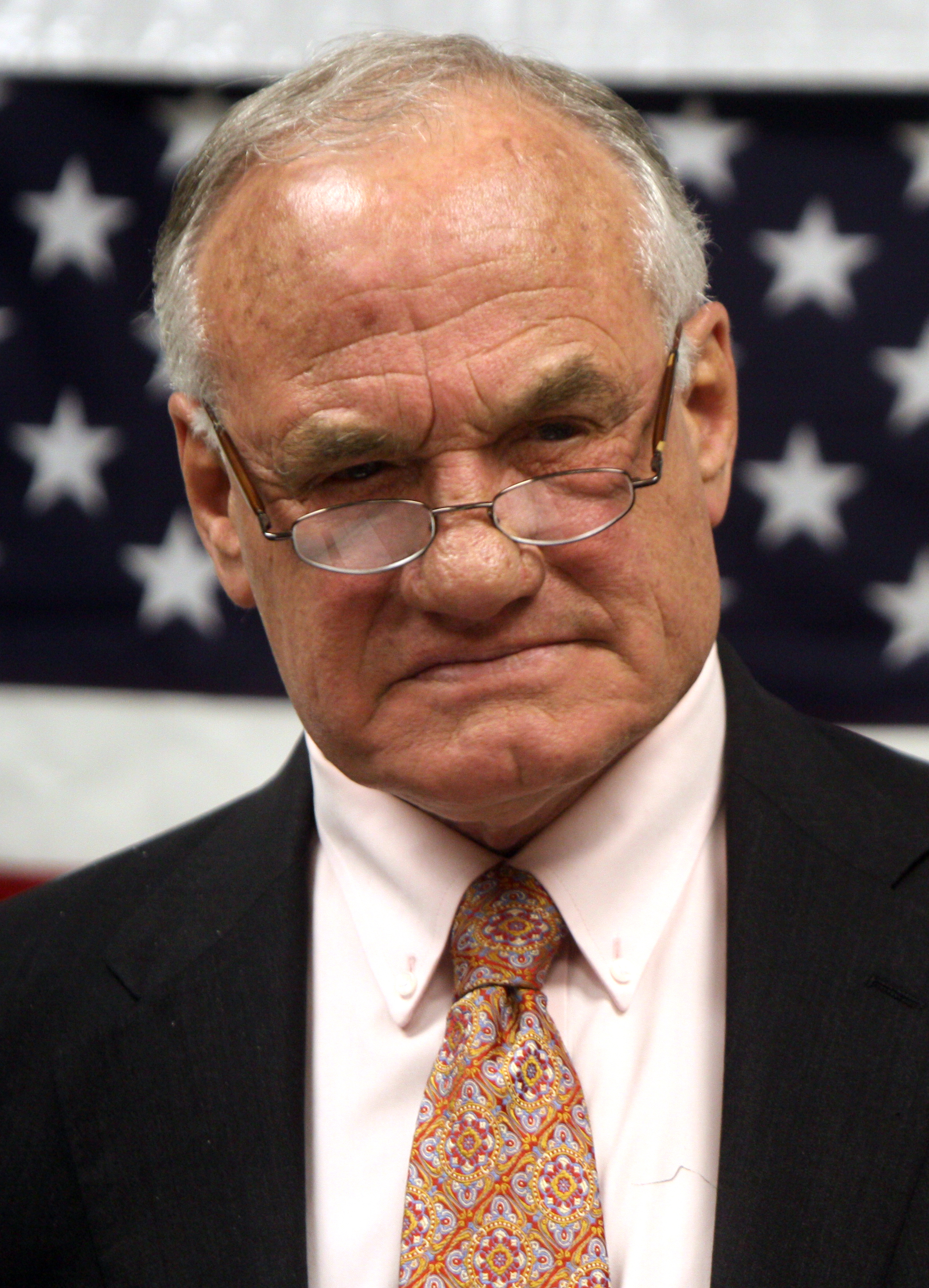
Barry Goldwater Jr. nel 2012

Dopo aver lasciato la vita politica, Goldwater si trasferì a Los Angeles ed intraprese una carriera professionale nel settore finanziario, avendo come clienti le principali banche e compagnie assicurative della nazione. Divenne membro della Borsa di New York.
Fu membro del consiglio di amministrazione della Barry Goldwater Scholarship and Excellence in Education Foundation e del Goldwater Institute, un think tank politico senza scopo di lucro dedicato al perseguimento dei valori conservatori promossi da suo padre.

### Vita privata
Il nome di Barry Goldwater Jr. fu collegato alla vicenda della sparizione di Loretta Clarke Guinan, una donna che inizialmente venne citata dai giornali come una sua "amica". La donna era sposata con l'avvocato di Chicago Michael Guinan, sotto processo per diversi reati; dopo essersi separata da lui, aveva accettato di testimoniare contro il marito di fronte ad un gran giurì e nel frattempo, aveva intrapreso una relazione sentimentale con Goldwater. L'ex deputato testimoniò al processo contro Guinan per la scomparsa della moglie, raccontando dei suoi rapporti con la donna.
Dalla moglie Susan Lee Gherman, sposata nel 1972, ebbe un figlio di nome Barry Goldwater III.
Nel 2006 sposò Sylvia DeLucia, dalla quale divorziò nel 2013.